# Antony Starr
Antony Starr (Wellington, 25 de octubre de 1975) es un actor neozelandés, conocido por haber interpretado a Jethro y Van West en Outrageous Fortune, a Lucas Hood en la serie Banshee y a Homelander en The Boys.

## Biografía

### Carrera
Entre 2000 y 2002 apareció como personaje regular en la serie Shortland Street, donde interpretó a Stratford Wilson, el hermano de Waverley Wilson. En 2001 se unió al elenco de la serie Mercy Peak, donde interpretó a Todd Van der Velter hasta el final de la serie en 2003. En 2005 se unió al elenco principal de la exitosa serie neozelandesa Outrageous Fortune, donde interpretó a los gemelos Jethro y Van West, hasta el final de la serie en 2010.
En 2011 se unió al elenco de la cuarta temporada de la serie Rush, donde interpretó al sargento Charlie Lewis, hasta el final de la serie ese mismo año. En 2012 se unió al elenco principal de la serie Tricky Bussiness, donde interpretó al chico malo Matt Sloane, hasta el final de la serie ese mismo año luego de que fuera cancelada al finalizar la primera temporada por las bajas audiencias. Ese mismo año se unió al elenco de la serie Lowdown, donde interpretó a Stuart King. El 11 de enero de 2013 se unió al elenco principal de la serie Banshee, donde interpretó a un exconvicto y ladrón profesional que es liberado de prisión después de cumplir una condena de 15 años y que a su llegada a Banshee, Pensilvania, adopta la identidad de Lucas Hood, el hombre que iba a ser elegido sheriff, y decide quedarse ahí para esconderse de los gánsters que lo quieren matar luego de que Lucas traicionara al criminal Mr. Rabbit (Ben Cross), Hood a su llegada a Banshee se convierte en el sheriff del lugar. Interpretó al personaje hasta el final de la serie el 20 de mayo de 2016. En 2016 se unió al elenco principal de la serie American Gothic, donde interpretó a Garrett Hawthorne, hasta el final de la primera temporada ese mismo año tras la cancelación de la serie. En 2019 se unió al elenco principal de la serie The Boys, donde interpreta a Homelander.

### Vida personal
Es muy buen amigo del actor Tammy Davies, quien interpretó a Munter en Outrageous Fortune.
En 2008 salió con Lucy McLay.
El 4 de marzo de 2022, se informó que Starr fue arrestado en Alicante, España, por agredir a un joven de 21 años en un pub local. Fue sentenciado a una condena en prisión durante 1 año después de declararse culpable. Debido a la ausencia de antecedentes penales en el actor, se le otorgó la posibilidad de evitar el tiempo en prisión pagando una indemnización de 5300€ al joven agredido.

## Filmografía

### Series de televisión
| Año             | Título                       | Personaje              | Notas                             |
| --------------- | ---------------------------- | ---------------------- | --------------------------------- |
| 1996            | Hércules                     | Centauro               | episodio "Centaur Mentor Journey" |
| 1995, 1996      | Xena: Warrior Princess       | David / Mesas          | 2 episodios                       |
| 2000            | Street Legal                 | Darren                 | tv serie                          |
| 2000 - 2002     | Shortland Street             | Stratford Wilson       | tv serie                          |
| 2001 - 2003     | Mercy Peak                   | Todd Van der Velter    | 20 episodios                      |
| 2003            | Hard Out                     | Stevo                  | tv serie                          |
| 2004            | Serial Killer                | Dean Crocker           | episodio # 1.1                    |
| 2005 - 2010     | Outrageous Fortune           | Jethro West/Van West   | 107 episodios                     |
| 2011            | Rush                         | Sargento Charlie Lewis | 13 episodios                      |
| 2012            | Lowdown                      | Stuart King            | 6 episodios                       |
| 2012            | Tricky Business              | Matt Sloane            | 13 episodios                      |
| 2013            | Banshee Origins: Checking In | Lucas Hood             | miniserie                         |
| 2013 - 2016     | Banshee                      | Lucas Hood             | 38 episodios                      |
| 2016            | American Gothic              | Garrett Hawthorne      | 13 episodios                      |
| 2019 - presente | The Boys                     | Homelander             | 32 episodios                      |

### Películas
| Año  | Título                     | Personaje       | Notas                                                                |
| ---- | -------------------------- | --------------- | -------------------------------------------------------------------- |
| 2003 | Skin & Bone                | Seymour Collins | junto a Roy Billing, Charles Mesure y Sarah McLeod                   |
| 2003 | Terror Peak                | Jason           | junto a Lynda Carter y Emily Barclay                                 |
| 2004 | Not Only But Always        | Taxista         | junto a Rhys Ifans                                                   |
| 2004 | Without a Paddle           | Billy Newwood   | junto a Dax Shepard, Seth Green, Matthew Lillard y Bonnie Somerville |
| 2004 | In My Father's Den         | Gareth          | junto a Matthew Macfadyen y Miranda Otto                             |
| 2005 | The World's Fastest Indian | Jeff            | junto a Anthony Hopkins, Craig Hall, Iain Rea y Tessa Mitchell       |
| 2006 | No.2                       | Shelly          | junto a Ruby Dee y Taungaroa Emile                                   |
| 2010 | Spies and Lies             | Sydney Ross     | junto a Stephen Lovatt y Peter Hambleton                             |
| 2010 | After the Waterfall        | John            | junto a Mark Mitchinson, Sarah Owen y Michelle Langstone             |
| 2011 | Bliss                      | Tom Mills       | junto a Dwayne Cameron                                               |
| 2012 | Wish You Were Here         | Jeremy King     | junto a Joel Edgerton, Teresa Palmer y Felicity Price                |
| 2023 | Guy Ritchie's The Covenant | Eddie Parker    | junto a Jake Gyllenhaal y Dar Salim                                  |
| 2023 | Cobweb                     | Mark            | junto a Lizzy Caplan, Woody Norman y Cleopatra Coleman               |
| 2025 | G20                        | Edward Rutledge | junto a Viola Davis, Anthony Anderson y Sabrina Impacciatore         |

### Teatro
| Año        | Obra               | Personaje | Director                | Teatro                  |
| ---------- | ------------------ | --------- | ----------------------- | ----------------------- |
| 2011       | Bare               | Smokie    | Toa Fraser e Ian Hughes | -                       |
| 2004, 2005 | Sex with Strangers | Extraño   | Colin Mitchell          | Herald Theatre          |
| 2004       | Closer             | Dan       | Cameron Rhodes          | Auckland’s Silo Theatre |

## Premios y nominaciones
| Año  | Categoría                          | Premio                          | Película/Serie     | Resultado |
| ---- | ---------------------------------- | ------------------------------- | ------------------ | --------- |
| 2005 | Best Actor                         | Qantas Television Awards        | Outrageous Fortune | Nominado  |
| 2005 | Best Performance by an Actor       | New Zealand Screen Award        | Outrageous Fortune | Ganador   |
| 2006 | Best Performance by an Actor       | New Zealand Screen Award        | Outrageous Fortune | Nominado  |
| 2007 | Best Actor                         | Pan Asian Television Award      | Outrageous Fortune | Ganador   |
| 2007 | Best Performance by an Actor       | New Zealand Screen Award        | Outrageous Fortune | Ganador   |
| 2007 | Best Actor                         | Qantas Television Awards        | Outrageous Fortune | Ganador   |
| 2007 | Best Drama Performance by an Actor | Asian TV Awards                 | Outrageous Fortune | Ganador   |
| 2007 | Best Actor                         | Box People's Choice Awards      | Outrageous Fortune | Ganador   |
| 2008 | Best Actor                         | New Zealand Screen Award        | Outrageous Fortune | Ganador   |
| 2008 | Best Actor                         | Qantas TV Awards                | Outrageous Fortune | Ganador   |
| 2009 | Best Actor                         | New Zealand Screen Award        | Outrageous Fortune | Nominado  |
| 2009 | Sexiest Man                        | TV Guide Best on the Box Awards | Outrageous Fortune | Ganador   |
| 2009 | Best Actor                         | Seoul International Drama Award | Outrageous Fortune | Nominado  |
| 2010 | Best Actor                         | TV Guide Best on the Box Awards | Outrageous Fortune | Ganador   |
| 2010 | Sexiest Man                        | TV Guide Best on the Box Awards | Outrageous Fortune | Ganador   |
| 2013 | Best Supporting Actor              | AACTA Award                     | Wish You Were Here | Ganador   |
| 2021 | Best Villain in a Series           | Critics' Choice Super Awards    | The Boys           | Ganador   |
| 2021 | Best Actor in a Superhero Series   | Critics' Choice Super Awards    | The Boys           | Ganador   |
| 2023 | Best Actor in a Drama Series       | Critics' Choice Awards          | The Boys           | Nominado  |
| 2023 | Best Villain in a Series           | Critics' Choice Super Awards    | The Boys           | Ganador   |
| 2023 | Best Actor in a Superhero Series   | Critics' Choice Super Awards    | The Boys           | Ganador   |